# Cagles Mill Lake
Der Cagles Mill Lake (auch Cataract Lake) ist ein Stausee am Mill Creek in Indiana und dient primär dem Hochwasserschutz. Der 1948–1952 vom United States Army Corps of Engineers errichtete Erd- und Steindamm befindet sich am Unterlauf des Flusses im Putnam County, etwa viereinhalb Kilometer vor Zusammenfluss des Mill Creeks mit dem Big Walnut Creek. Der größere Südostteil des Sees gehört zum Owen County.
Der See hat bei Normalstau – der Seespiegel liegt auf 193,9 m Seehöhe im Winter und auf 194,3 m im Sommer – eine Fläche von 5,7 km². Bei Hochwasser kann der Wasserspiegel um über 20 Meter steigen, durch die Überflutung angrenzender Täler hat der See dann eine mehr als dreimal so große Fläche. Eine nur etwa 100 m breite Engstelle, genannt „Middle Narrows“ teilt den Stausee in zwei Becken. Eine Brücke führt die Indiana State Road 42 über den schmalen Südteil des Sees. In deren Nähe liegt die einzige Insel des Gewässers, Ernie Pyle Island.
Benannt ist der See nach einer alten Mühle etwas unterhalb der Staumauer. Diese brannte 1975 ab, die Wehranlage ist noch erhalten. Der ebenfalls verwendete Name Cataract Lake leitet sich von den Cataract Falls ab, die sich nahe der Mündung des Mill Creeks in den See befinden.
Am Stausee befindet sich ein staatliches Erholungsgebiet, die Lieber State Recreation Area.